# Werner Schulze-Reimpell
Werner Schulze-Reimpell (* 1931 in Berlin; † 15. Dezember 2010 in Hamburg) war ein deutscher Dramaturg, Autor und Kritiker.

## Karriere
Schulze-Reimpell studierte Theaterwissenschaft, Germanistik, Philosophie und Publizistik und schloss sein Studium 1955 mit der Promotion ab.
Von 1956 bis 1959 wirkte er als Regieassistent, anschließend als Dramaturg am Schauspielhaus Bochum. Ab 1956 wechselte er für zehn Jahre auch als Chefdramaturg und Regisseur in die Theater von Lübeck, Gelsenkirchen und Bonn.
Danach arbeitete er primär journalistisch und war von 1966 bis 1972 Kulturkorrespondent der Welt im Rheinland, von 1972 bis 1977 Chefredakteur der Zeitschrift des Deutschen Bühnenvereins, Die Deutsche Bühne.
Seit 1977 war Schulze-Reimpell freier Journalist und Skriptautor zahlreicher Rundfunk- und Fernsehsendungen. Von 1993 bis 2000 wurde er zum Ersten Vorsitzenden des Verbandes der deutschen Kritiker gewählt.
Schulze-Reimpell war Mitglied der Akademie der Darstellenden Künste und des Internationalen Theaterinstituts.

## Schriften (Auswahl)
- Entwicklung und Struktur des Theaters in Deutschland (1975, 1992).
- Ernst Hardt. Dichter auf dem Intendantenstuhl. Nachrichtenamt der Stadt Köln, Köln 1976 (= Kölner Biographien; 7).
- Vom kurkölnischen Hoftheater zu den Bühnen der Bundeshauptstadt (1983).
- Stücke '76-90. 15 Jahre Mülheimer Dramatikerpreis (1991).
- (Hrsg.): Schlagt ihn tot, den Hund! (2000).
- Zwischen Rotstift und Spaßzwang. Ist das Theater noch zu retten? (2005).